# Miroslav Rykl
Miroslav Rykl (* 22. září 1951, Most) je bývalý český hokejový obránce. Po skončení aktivní kariéry působí v Litvínově jako vedoucí mužstva.

## Hokejová kariéra
V československé lize hrál za CHZ Litvínov a Duklu Jihlava. S Duklou Jihlava získal v roce 1972 mistrovský titul. Nastoupil ve 382 ligových utkáních a dal 10 gólů. Reprezentoval Československo na mistrovství Evropy juniorů do 19 let v roce 1970, kde tým skončil na 2. místě. V nižší soutěži hrál i za VTŽ Chomutov.

## Klubové statistiky
| Sezona    | Klub            | Soutěž  | Základní část | Základní část | Základní část | Základní část | Základní část |
| Sezona    | Klub            | Soutěž  | Z             | G             | A             | B             | TM            |
| --------- | --------------- | ------- | ------------- | ------------- | ------------- | ------------- | ------------- |
| 1968/1969 | CHZ Litvínov    | 1. liga | 3             | 0             | 0             | 0             | -             |
| 1969/1970 | CHZ Litvínov    | 1. liga | 18            | 0             | 2             | 2             | -             |
| 1970/1971 | CHZ Litvínov    | 1. liga | 35            | 2             | 3             | 5             | -             |
| 1971/1972 | Dukla Jihlava   | 1. liga | 14            | 1             | 0             | 1             | 0             |
| 1972/1973 | Dukla Jihlava B | 2. liga | -             | -             | -             | -             | -             |
| 1973/1974 | CHZ Litvínov    | 1. liga | 42            | 3             | 7             | 10            | -             |
| 1974/1975 | CHZ Litvínov    | 1. liga | 44            | 0             | 1             | 1             | -             |
| 1975/1976 | CHZ Litvínov    | 1. liga | 26            | 0             | 2             | 2             | -             |
| 1976/1977 | CHZ Litvínov    | 1. liga | 40            | 1             | 1             | 2             | -             |
| 1977/1978 | CHZ Litvínov    | 1. liga | 44            | 1             | 2             | 3             | 22            |
| 1978/1979 | CHZ Litvínov    | 1. liga | 44            | 0             | 6             | 6             | 44            |
| 1979/1980 | CHZ Litvínov    | 1. liga | 37            | 2             | 4             | 44            |               |
| 1980/1981 | CHZ Litvínov    | 1. liga | 18            | 0             | 1             | 1             | 18            |
| 1981/1982 | CHZ Litvínov    | 1. liga | 27            | 1             | 2             | 3             | -             |
| 1982/1983 | CHZ Litvínov    | 1. liga | 3             | 0             | 0             | 0             | 0             |
| 1983/1984 | VTŽ Chomutov    | 2. liga | -             | -             | -             | -             | -             |